# 바리 첸트랄레역
바리 첸트랄레역(이탈리아어: Stazione di Bari Centrale)은 이탈리아 풀리아주 바리의 중앙역이다. 바리시 중심부의 알도 모로 광장 (Piazza Aldo Moro)에 위치해 있다.
1864년 개업하였으며, 연간 이용객은 1,400만 명에 달한다. 바리 시는 물론 이탈리아의 주요 철도역 가운데 하나로 꼽힌다.

## 역사
1864년 개업하였으며 1865년~1906년에는 승강장 5동이 추가로 건설되었다. 20세기 들어 확장공사와 리모델링을 거쳤으며, 가장 최근에는 종전 직후인 1946년에 리모델링 공사가 이뤄졌다.

## 시설과 운행 노선

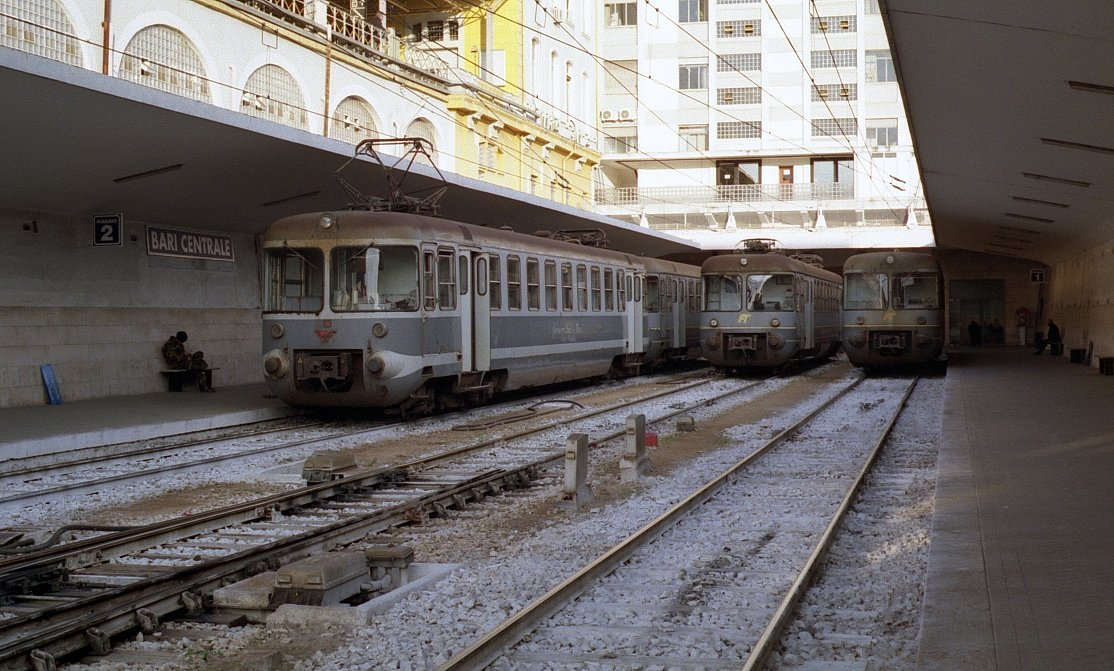
바리 첸트랄레역 내부 (2002년)

여객용 승강장만 총 16개를 두고 있는 대형 철도역으로, 그 가운데 13개 승강장은 페로비에 델로 스타토 (FS) 소속 열차가, 3개 승강장은 페로비에 델 수드 에스트 (FSE) 소속 열차가 정차한다.
노선상으로는 FS에서 운영하는 안코나-페스카라-바리-레체선과 바리-타란토선, FSE에서 운영하는 바리-마르티나프랑카-타란토선에 속해 있다.
바리 첸트랄레역의 여객구역은 총 3곳으로 나뉘어져 있으며, 본 역사는 트레니탈리아와 페로비에 델 수드 에스트가 공동으로 사용 중이다. 알도 모로 광장 서쪽에는 페로트람비아리아 열차와 페로비에 아풀로 루카네 열차가 정차하는 역 입구가 있으며 각 승강장 규모는 3개, 2개이다.
바리시는 물론 풀리아주 지방의 지역철도 거점에 해당되는 역으로서, 장거리 운행열차로는 레 프레체 (프레차젠토, 프레차비앙카), 인터시티, 급행열차가 운영되며, 주요 행선지로는 로마, 밀라노, 볼로냐, 토리노, 베네치아 등이 있다.
한때 그리스 아테네에서 프랑스 파리까지 이어지는 '파르테논'급 열차가 이곳에도 정차하였으나 1994년 운행을 중단하였다.
바리 첸트랄레역의 운행 노선은 다음과 같다.
- 고속 철도 (프레치아로사): 밀라노-볼로냐-안코나-페스카라-포지아-바리
- 고속 철도 (프레차르젠토): 로마-포자-바리-브린디시-레체
- 고속 철도 (프레치아비앙카): 밀라노-파르마-볼로냐-안코나-페스카라-포지아-바리-브린디시-레체
- 고속 철도 (프레치아비앙카): 밀라노-파르마-볼로냐-안코나-페스카라-포지아-바리-타란토
- 고속 철도 (프레치아비앙카): 토리노–파르마–볼로냐–안코나–페스카라–포지아–바리–브린디시–레체
- 고속 철도 (프레치아비앙카): 베니스-파두아-볼로냐-안코나-페스카라-포지아-바리-브린디시-레체
- 시외 철도 로마-포지아-바리 (-타란토)
- 시외 철도 볼로냐-리미니-안코나-페스카라-포지아-바리-브린디시-레체
- 시외 철도 볼로냐-리미니-안코나-페스카라-포지아-바리-타란토
- 야간 열차 (인터시티 노테): 로마–포지아–바리–브린디시–레체
- 야간 열차 (인터시티 노테): 밀라노-파르마-볼고나-안코나-페스카라-포지아-바리-브린디시-레체
- 야간 열차 (인터시티 노테): 밀라노–안코나–페스카라–포자–바리–타란토–브린디시–레체
- 야간 열차 (인터시티 노테): 토리노–알레산드리아–볼고나–안코나–페스카라–포지아–바리–브린디시–레체

지역 철도 (트레노 레조날레): 바리–브린디시–레체
- 지역 철도 (트레노 레조날레): 포자–바를레타–바리
- 지역 철도 (트레노 레조날레): 바리–조이아 델 콜레–타란토
- 지역 철도 (트레노 레조날레): 바리–콘베르사노–푸티냐노–마르티나 프란카
- 지역 철도 (트레노 레조날레): 바리–카사마시마–푸티냐노
- 지역 철도 (트레노 레조날레): 바리–알타무라–그라비나–포텐차
- 지역 철도 (트레노 레조날레): 바리–알타무라–마테라
- 바리 광역철도 (FR1): 비톤도–팔레세–바리
- 바리 광역철도 (FR2): 바를레타–안드리아–비톤도–아에로포르토–바리
- 바리 광역철도 (FM1): 오스페달레–바리
- 바리 광역철도 (FM2): 비톤도–아에로포르토–바리

## 버스 노선
바리 첸트랄레역 앞을 지나는 지역간 버스 노선은 다음과 같다.
- 100번 - 바리–발렌자노–아델피아–푸티냐노–알베로벨로–마르티나 프랑카
- 110번 - 바리–카사마시마–조이아 델 콜레–타란토
- 120번 - 바리–트리지아노–카푸르소–셀라마레–카사마시마–삼미켈레
- 130번 - 바리–콘베르사노–푸티냐노–노치–타란토
- 150번 - 바리–모노폴리–파사노–브린디시

## 사진

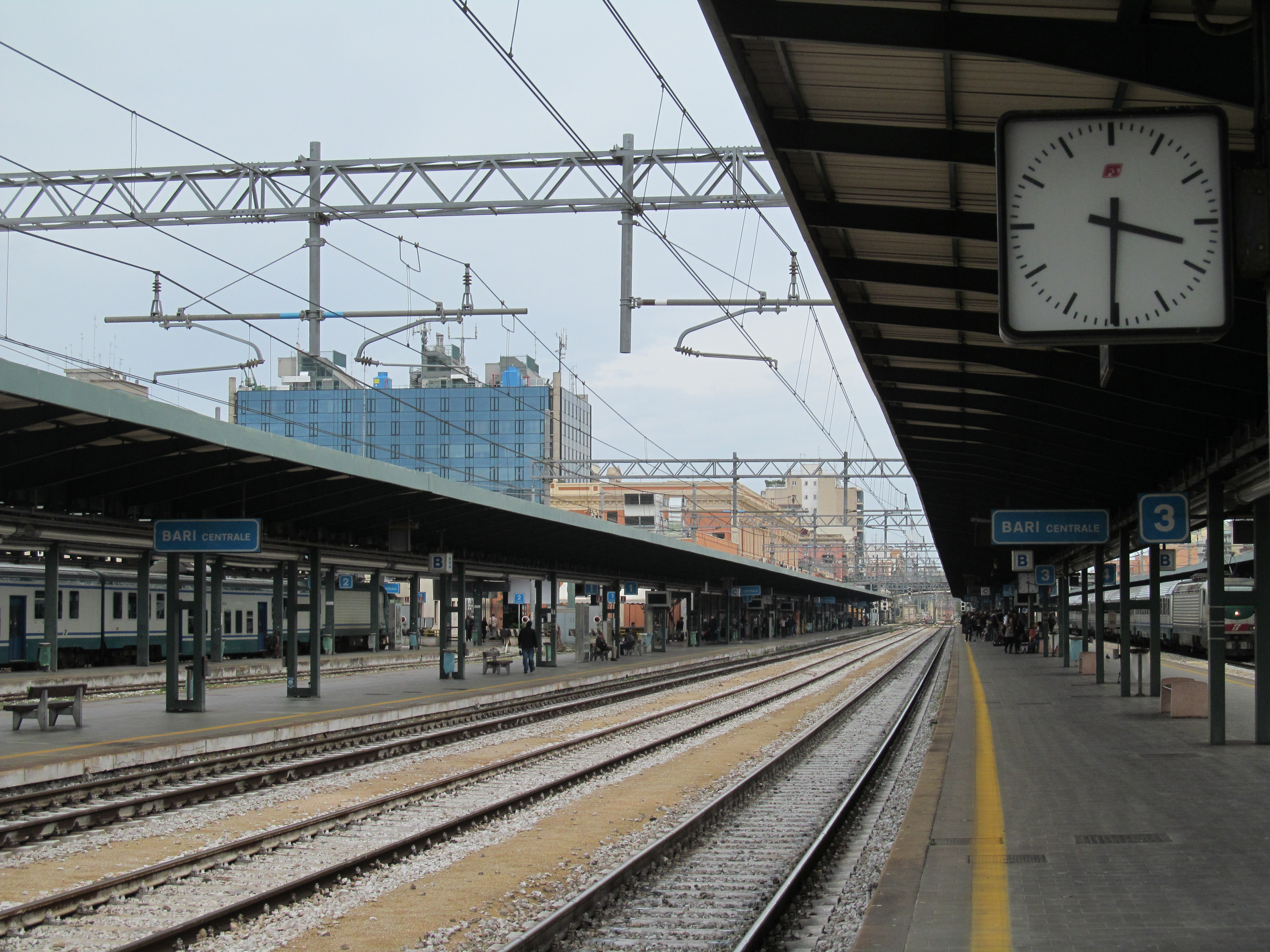
본역 승강장의 모습
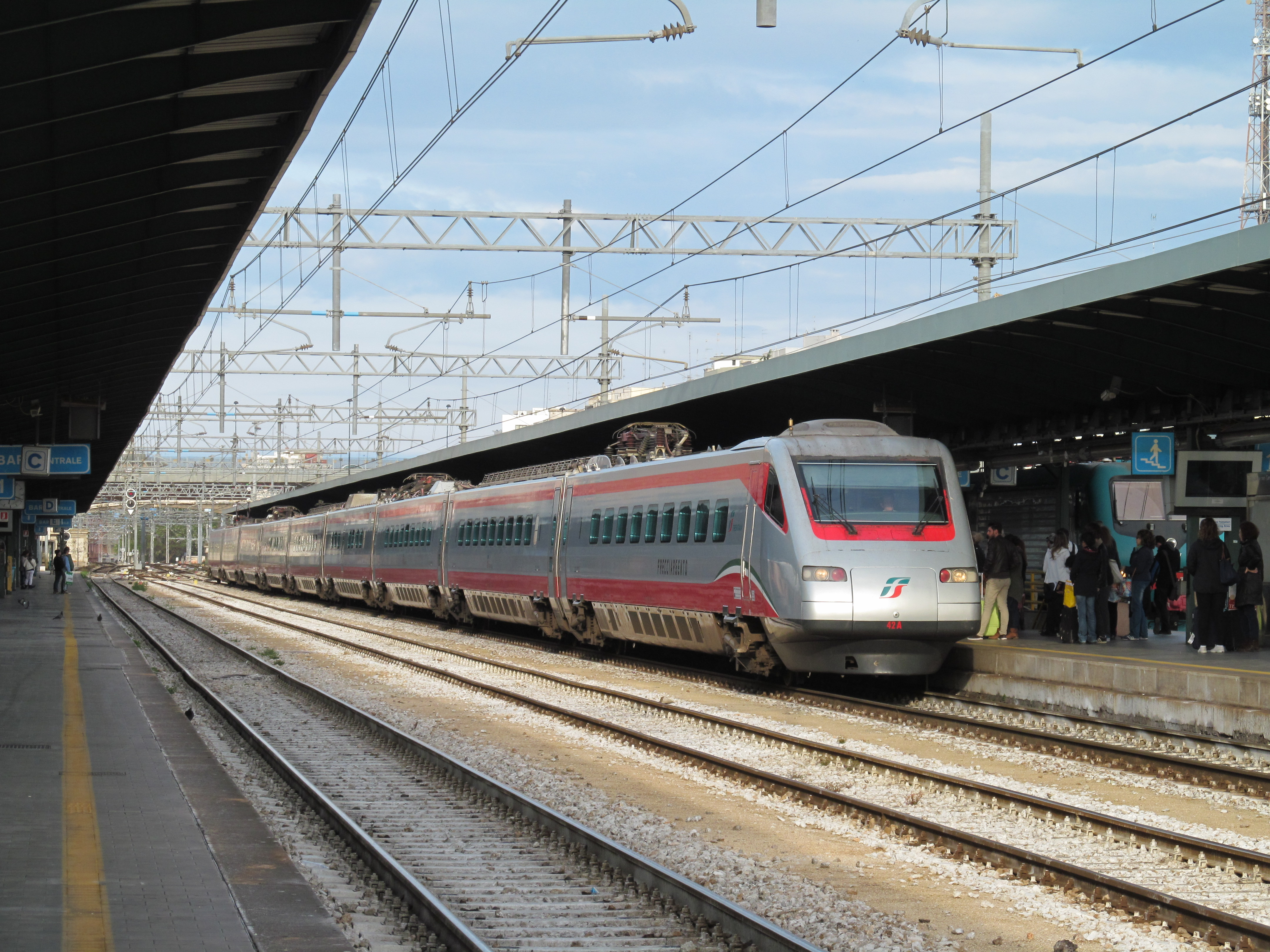
승강장에 들어선 프레차르젠토 열차
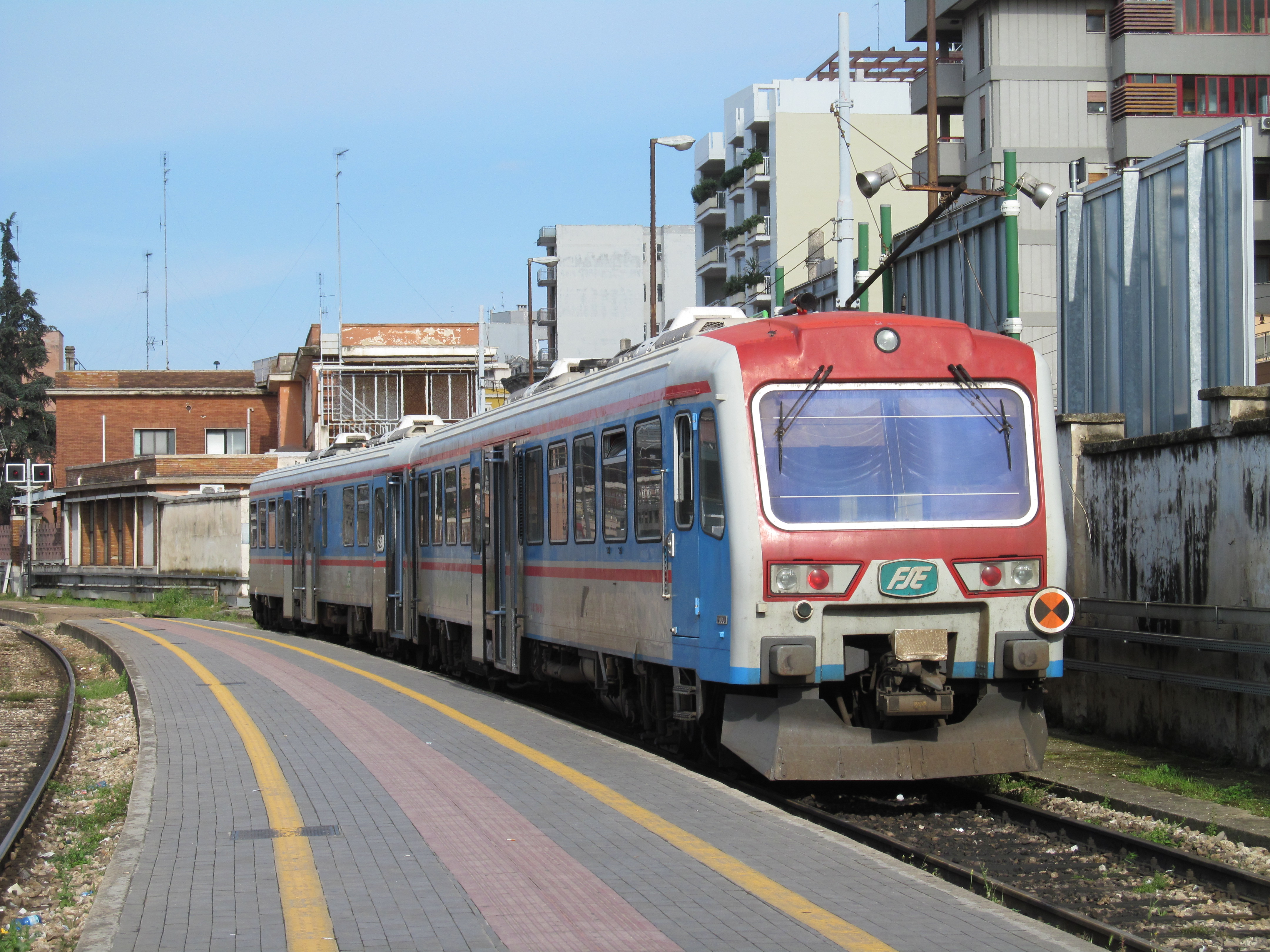
FSE 소속 열차
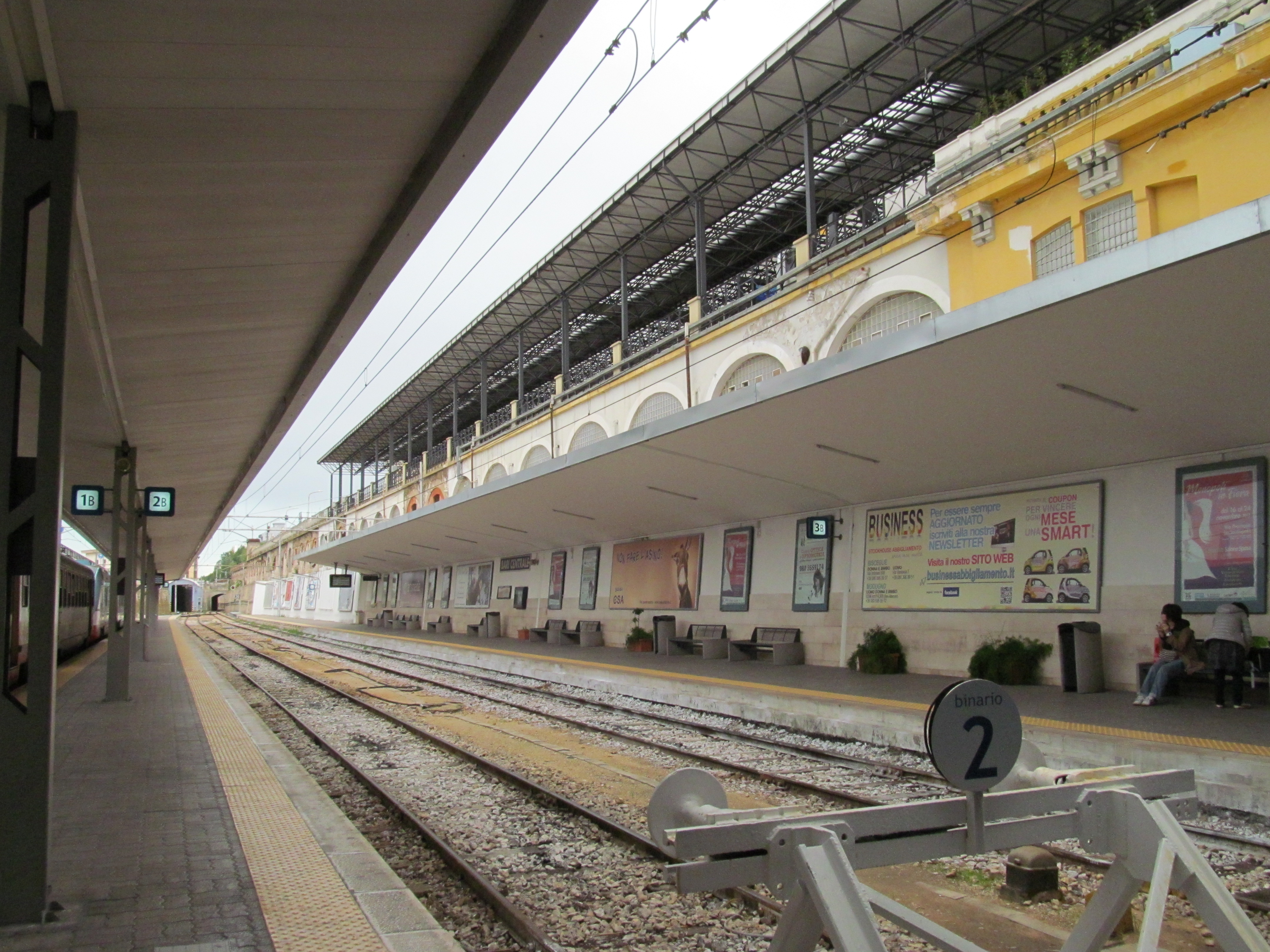
페로트람비아 역
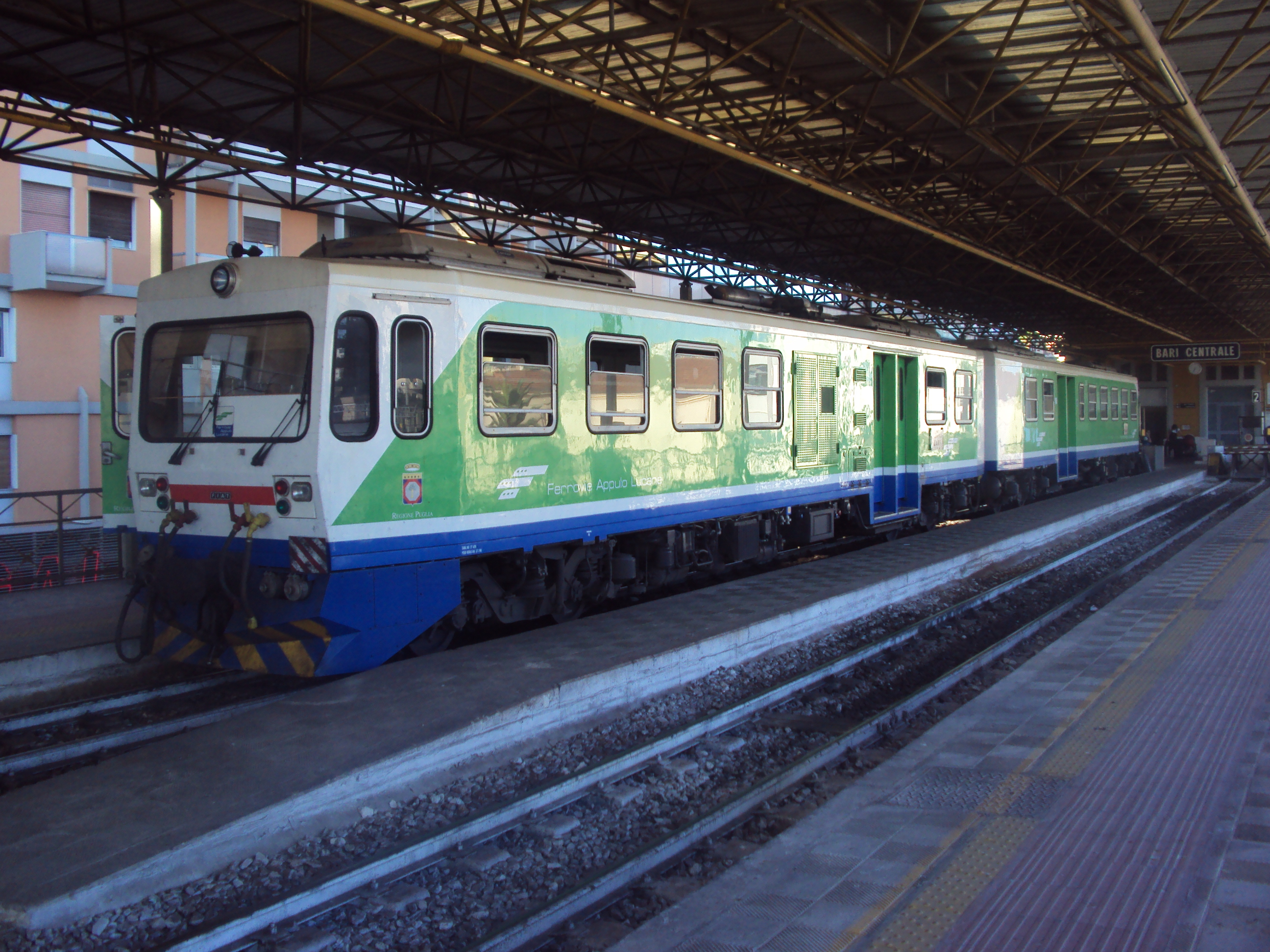
페로비에 아풀로 루카네 역에 정차한 열차
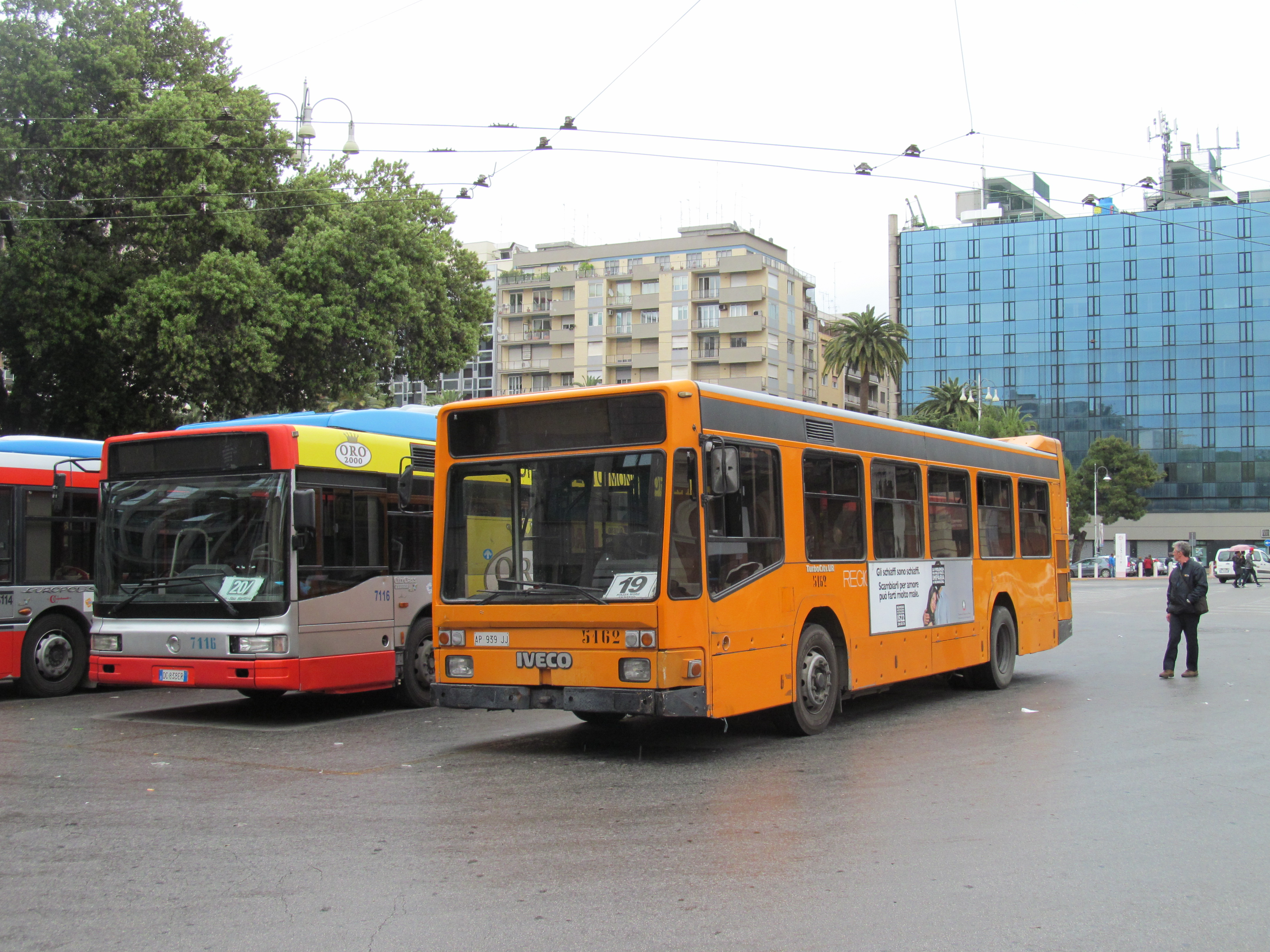
역 앞의 버스

## 같이 보기
- 바리 광역철도
- 이탈리아의 철도